# Стафеев, Григорий Исаевич
Григо́рий Иса́евич Стафе́ев (26 ноября 1916 года, с. Сетолово, Мглинский уезд, Черниговская губерния — 26 декабря 1994 года, Брянск) — российский литературовед, исследователь творчества А. К. Толстого.

## Биография
Родился 26 ноября 1916 года в селе Сетолово (ныне Почепского района Брянской области). Окончил Почепскую среднюю школу, учился литературе и русскому языку у учительницы Е. Т. Дмитровской.
Интерес к А. К. Толстому возник ещё во время учёбы в Новозыбковском учительском институте. Прошло десятилетие, прежде чем оформилось убеждение посвятить себя изучению и пропаганде творчества А. К. Толстого. Эти десять вместили в себя время учительствования в Бакланской средней школе, службу в армии, четыре страшных года, проведённых в фашистском плену, работу литературным сотрудником в газете (с 1946), а затем и заведовании кабинетом русского языка и литературы в институте усовершенствования учителей. В течение многих лет он трудился в брянских школах, а немного позднее — и в Брянском технологическом институте, воспитывая в душах учеников любовь к родному языку и литературе.
Результатом его труда стали монографии, выпущенные в свет Приокским книжным издательством: «А. К. Толстой. Очерк жизни и творчества» (1967), «Красный Рог и А. К. Толстой» (1968), «А. К. Толстой. Библиографический указатель» (1969), «Сердце полно вдохновенья» (1973), «В Отчизне пламени и слова». Книга «Под краснорогским небом» вышла незадолго перед кончиной литературоведа. Он хлопотал о восстановлении родовой усадьбы А. К. Толстого.
Когда в середине 1960-х годов в усадьбе Красный Рог началось создание литературно-мемориального музея, благодаря его усилиям было возвращено много бесценных реликвий. В 1993 все они вошли в экспозицию музея, открывшуюся в восстановленном Охотничьем доме.
В 1997 удостоен звания лауреата ежегодной премии им. А. К. Толстого «Серебряная лира» (посмертно).

## Публикации
- Руководство внеклассным чтением учащихся. Брянск, 1960.
- Древнерусская литература [Текст] : пособие для учителя / Г. И. Стафеев. — М. : АПН РСФСР, 1963. — 136 с. — (Педагогическая библиотека учителя).
- А. К. Толстой. Очерк жизни и творчества.[К 150-летию со дня рождения]. 1817—1967. Тула, 1967.
- Красный Рог и А. К. Толстой. (Красный Рог — памятник культуры XVIII—XIX веков). Брянск,1968.
- А. К. Толстой. Библиографический указатель. Брянск, 1969.
- А. К. Толстой: Жизнь и творчество. Автореферат диссертации на соискание учёной степени кандидата филологических наук. Минск, 1969.
- Внеклассная работа по литературе в школе. (Из опыта работы в 8-10-х классах средней школы). Тула, 1969.
- Сердце полно вдохновения. Жизнь и творчество А. К. Толстого. — Тула, 1973. — 320 с.
- А. К. Толстой в Красном Роге: Литературно-краеведческие заметки/ Г. И. Стафеев. Тула, 1977.
- Почеп. Откуда такое название? // Брянский рабочий. Брянск, 1982 от 25 августа.
- В Отчизне пламени и слова: (А. А. Перовский и А. К. Толстой в Красном Роге). Лит.-краевед. очерки / Г. И. Стафеев. Тула, Приок. кн. изд-во, 1983.
- Под краснорогским небом [с. Красный Рог Почеп. р-на]: Краевед. заметки / Г. И. Стафеев, 138,[2] с. ил. 20 см, Брянск Придесенье 1994
- Я с вами жил: стихи разных лет / Г. И. Стафеев. — Брянск: БГПУ, 1997.